# Jannat al-Mu'alla

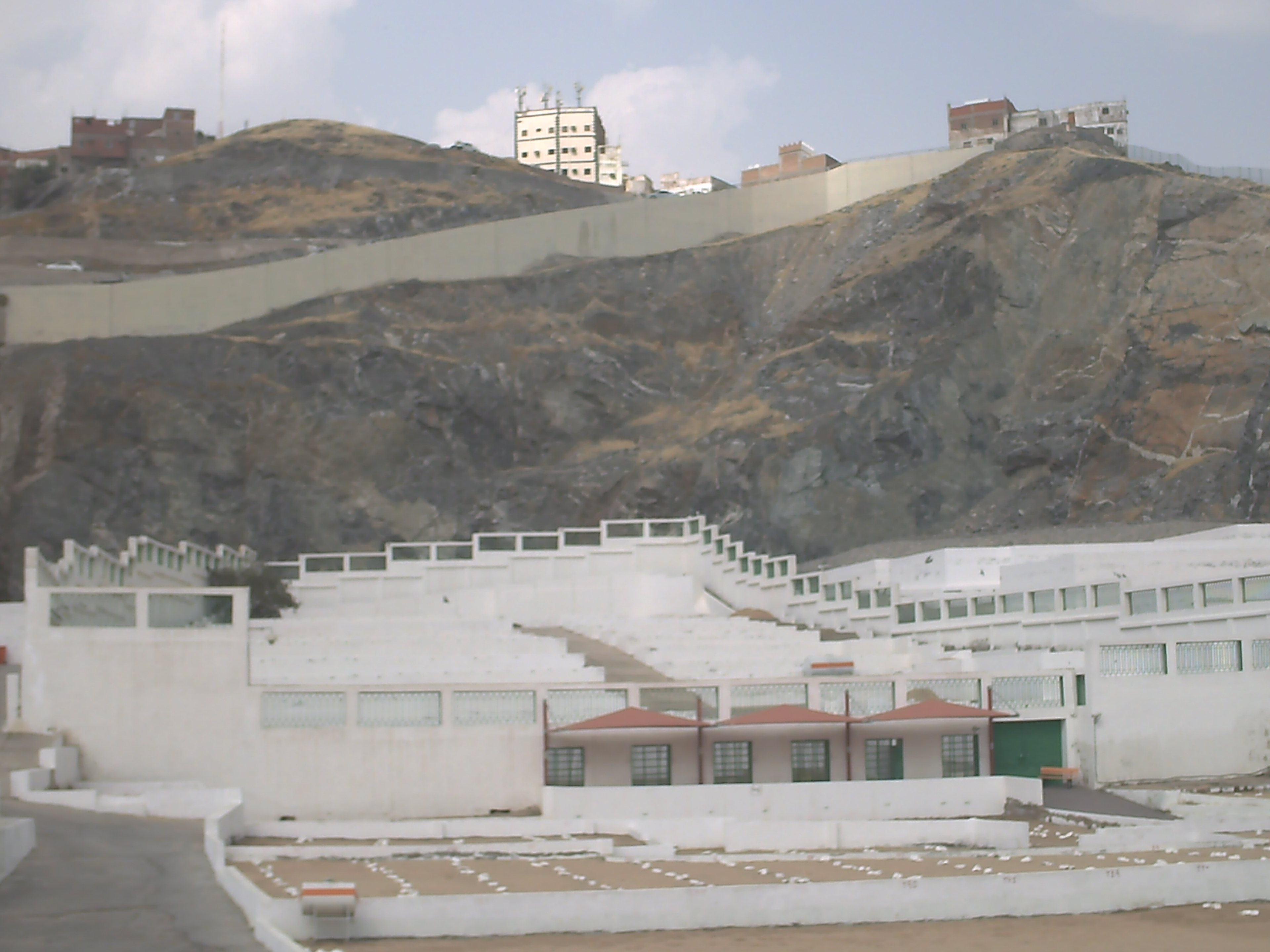
Jannat al-Mu'alla.

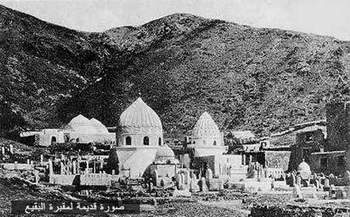
Jannat al-Mu'alla innan 1925.

Jannat al-Mu'alla (arabiska: جَنَّة ٱلْمُعَلَّاة) är en begravningsplats i Mecka, Saudiarabien. Där ligger många medlemmar i den islamiske profeten Muhammeds familj och följeslagare begravda.

## Historia
Saudierna förstörde gravmonument i jannat al-baqi och jannat al-mu'alla år 1920. En av de monument som förstörts i Mecka var Muhammeds första fru Khadidjas grav i Mu'alla-begravningsplatsen.